# Carl Daub

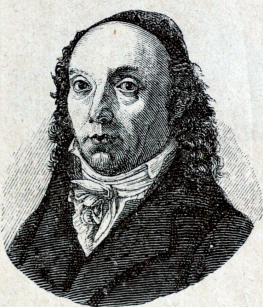
Carl Daub

Carl Daub (* 20. März 1765 in Kassel; † 22. November 1836 in Heidelberg) war ein deutscher evangelischer Theologe.
Carl Daub besuchte das Gymnasium in Kassel und studierte ab 1786 in Marburg Philologie, Philosophie und Theologie. 1794 wurde er Professor für Philosophie an der Hohen Schule in Hanau, 1795 Professor der Theologie in Heidelberg. Unter dem Einfluss Hegels wurde Daub später der Hauptvertreter der spekulativen Restauration des orthodoxen Dogmas und Gegenspieler Friedrich Schleiermachers. Einen Ruf nach Kassel als Rektor des Gymnasiums lehnte er 1802 ebenso ab, wie ein Jahr später einen Ruf nach Würzburg. Im Mai 1805 wurde er zum Kirchenrat ernannt. 1806 wurde er Mitglied der Freimaurerloge Carl zur guten Hoffnung in Heidelberg.